# Gare de Wesserling
La gare de Wesserling est une gare ferroviaire française de la ligne de Lutterbach à Kruth, située dans le hameau de Wesserling, sur le territoire de la commune de Fellering, à proximité de Husseren-Wesserling, dans le département du Haut-Rhin, en région Grand Est.
Elle est mise en service en 1863 par la Compagnie des chemins de fer de l'Est. C'est une halte de la Société nationale des chemins de fer français (SNCF), desservie par des trains TER Grand Est.

## Situation ferroviaire
Établie à 439 m d'altitude, la gare de Wesserling est située au point kilométrique (PK) 27,239 de la ligne de Lutterbach à Kruth, entre les gares de Ranspach et de Fellering. 

## Histoire
Lors du prolongement de la ligne de Mulhouse à Thann jusqu'à Wesserling, la gare est construite au nord du bourg. La ligne ainsi que la gare de Wesserling sont mises en service le 25 novembre 1863 par la Compagnie des chemins de fer de l'Est.

## Fréquentation
De 2015 à 2024, selon les estimations de la SNCF, la fréquentation annuelle de la gare s'élève aux nombres indiqués dans le tableau ci-dessous.
| Année     | 2015   | 2016   | 2017   | 2018   | 2019   | 2020   | 2021   | 2022   | 2023   | 2024   |
| --------- | ------ | ------ | ------ | ------ | ------ | ------ | ------ | ------ | ------ | ------ |
| Voyageurs | 44 627 | 41 751 | 42 020 | 39 150 | 43 828 | 30 909 | 37 173 | 46 314 | 51 976 | 54 426 |

## Service des voyageurs

### Accueil
Halte SNCF, c'est un point d'arrêt non géré (PANG) à entrée libre. Elle est équipée d'automates pour l'achat de titres de transport.

### Desserte
Wesserling est desservie par des trains TER Grand Est qui effectuent des missions : entre les gares de Kruth et Thann ou Thann-Saint-Jacques ; et entre les gares de Kruth, ou Wesserling, et Mulhouse-Ville.

### Intermodalité
Un parc pour les vélos et un parking pour les véhicules sont aménagés.